# Merrymount Press
Мерримаунт-пресс (англ. Merrymount Press) — частная книгопечатня, основанная Дэниелом Апдайком в Бостоне в 1893 году. Существовала до 1941 года.

## История
Книгопечатня «Мерримаунт-пресс», созданная под впечатлением от «Келмскотт-пресс» Уильяма Морриса, была одним из лучших представителей движения Искусств и ремёсел среди издательств Америки. Книгопечатня была основана для того, чтобы «делать обычную работу необычайно хорошо» («to do common work uncommonly well»).
Апдайк открыл студию в 1893 году, сначала собираясь только проектировать шрифты, но вскоре решил также выпускать книги. Он назвал издательство в честь горы Уолластон (Mount Wollaston; Merrymount — «Красная горка», то есть красивая гора), что находится к югу от Бостона. В 1896 году Апдайк нанял дизайнера шрифтов Бертрама Гудхью, чтобы тот изготовил «Мерримаунтский шрифт» для издательства. Этим шрифтом должна была быть набрана алтарная книга для англиканской церкви. В 1904 Герберт Хорн спроектировал для издательства шрифт «Монталлегро». Также для издательства работал известный художник, гравер и типограф Рудольф Ружичка (1884—1978).
В 1896 году Апдайк приобрел гарнитуру Кэзлона (William Caslon); также он заказал шрифты «Скотч Роман» (Scotch Roman), антикву Жансона, «Маунтджой» (Mountjoye) и «Оксфордский» (Oxford). Книгопечатня Мерримаунт-пресс стала первым американским издательством, применившим Таймс Нью Роман Стэнли Морисона.
В 1899 году в Мерримаунт-пресс вышли романы Эдит Уортон, напечатанные по заказу издательства «Сыновья Чарльза Скрибнера» (Charles Scribner’s Sons). Эти книги упрочили репутацию предприятия. Лучшим произведением Мерримаунт-пресс считается «Молитвенник прихожанина» («Book of Common Prayer», 1930). Издание спонсировал Джон Пирпонт Морган. Флероны, инициалы и рубрикация составляют единственное украшение этого простого и красивого кварто.
По оценкам Апдайка в издательство вышло около 14 000 экземпляров книг. Большинство из них предназначалось для рынка частных коллекционеров и клубов любителей изящных изданий. Также Апдайк печатал рождественские открытки, экслибрисы, рекламные листовки, а кроме того — книги по заказам других издательств, библиотек, церквей и других организаций.
Большая часть архивов издательства хранится ныне в Бостонском атенеуме.